# Георги Бейков
Георги Бейков е български певец и музикант, считан за един от най-добрите изпълнители на стари градски песни.

## Биография
Георги Бейков е роден на 13 март 1943 г. в свищовското село Козловец. От детските си години живее и учи в Свищов, където развива певческата си и музикална дарба. Започва да пее в градски ресторанти. Следва в Естрадния отдел на Българската държавна консерватория. Пее по сцените на едни от най-престижните барове и локали. Репертоарът на Бейков включва песни от български, италиански и съветски композитори. Изпълненията му включват народна, сръбска, гръцка, турска, италианска и испанска музика.
Първите изяви на Георги Бейков са през 1970 г. по БНР и БНТ.
През 1971 г. записва първия си професионален запис за фестивала „Златният Орфей“ – патриотичната песен „И чувам звън“ (м. А. Димитров, т. Д. Точев) под съпровода на Биг-бенда на БНР и с участието на вокален квартет „До-ре-ми-фа“.
През 1972 г. са издадени първите му две малки плочи в СССР – с 4 песни и с 2 песни, които са на български и испански език. От същата година певецът става част от трио „Синхрон“: Георги Бейков – основен вокал, китара, мундхармоника, ударни, Стоян Гигов – вокал, акордеон, бузуки, орган, бас китара, ръководител и Ваня Цокова – вокал, цигулка, орган, бас китара. Съставът бележи големи успехи. Още при първото излизане зад граница – ноември 1972 г., Радио „Кьолн“ им прави 30-минутен запис. Следват турнета в Холандия, Белгия, Чехословакия, Югославия, ФРГ и др. Записват една малка и две дългосвирещи плочи. Репертоарът на състава е разнообразен, като включва песни както от балканските народи (България, Гърция и Югославия), така и френски и испански песни, като някои от песните са преводни с български текст. Единствената изцяло българска песен на триото е „Предчувствие“ (1976) (м. и ар. Христо Ковачев, т. Евтим Евтимов). Най-известната песен на състава е преводната „Палома бланка“ (б. т. Жива Кюлджиева, ар. К. Драгнев).
През 1978 г. Георги Бейков – вокал и китара, и Ваня Цокова – вокал, цигулка и клавишни, се отделят от трио „Синхрон“, за да създадат популярния дует Дуо „Нове“, който в началото на същесвуването си изпълнява само чужди песни (записани в двете им дългосвирещи плочи – 1978 и 1982 г., както и в третия им албум – аудиокасета), някои от тях с преводни текстове, а малко по-късно се ориентира изцяло към старата градска песен. Дуетът добива голяма известност през 80-те и 90-те години на ХХ век. Гастролира в Канада, Швейцария, Франция, Австрия, Германия и други страни. Със стари градски песни дуо „Нове“ участва в четири музикални филма на БНТ.
Едно от най-изветните прочувствени изпълнения на Георги Бейков е шлагерната балада „Бели ружи“. С особен успех певецът изпълнява и други бавни шлагери като „Пей ми песен за душата“. Музиката на Георги Бейков достига милионен тираж.
Георги Бейков е баща на известния оперен певец и настоящ директор на Държавна опера – Русе Пламен Бейков.

## Памет
- В Свищов се провежда Национален фестивал за стари градски песни „Георги Бейков“, ръководен от сина му Пламен Бейков.[2]
- През 2024 г. БНТ 2 – Русе създава и заснема документалния филм „На музиката с любов. Георги Бейков – маестрото на старата градска песен“.[2]

## Дискография

### Като самостоятелен певец
| Година | Албум                                                     | Вид | Издател | Каталожен номер |
| ------ | --------------------------------------------------------- | --- | ------- | --------------- |
| 1972   | „Георги Бейков (Болгария)“ (малка плоча, издадена в СССР) | SP  | Мелодия | ГД 0003027      |
| 1972   | „Георги Бейков (Болгария)“ (малка плоча, издадена в СССР) | EP  | Мелодия | Д 00032529-30   |

### Като част от трио „Синхрон“
| Година | Албум                         | Вид | Издател   | Каталожен номер |
| ------ | ----------------------------- | --- | --------- | --------------- |
| 1975   | „Песни от балканските народи“ | LP  | Балкантон | ВТА 1743        |
| 1976   | „С трио „Синхрон“ по света“   | LP  | Балкантон | ВТА 1944        |
| 1976   | „Трио Синхрон“                | SP  | Балкантон | ВТК 3280        |

### Като част от дуо „Нове“
| Година | Албум                            | Вид | Издател     | Каталожен номер |
| ------ | -------------------------------- | --- | ----------- | --------------- |
| 1978   | „Дуо Нове“                       | LP  | Балкантон   | ВТА 10313       |
| 1982   | „Завръщане“                      | LP  | Балкантон   | ВТА 10993       |
| 1990   | „Завръщане. С песен около света“ | MC  | Балкантон   | ВНМС 7753       |
| 1991   | „Стари градски песни“            | MC  | Рива саунд  |                 |
| 1995   | „Ах, проклета фукария“           | MC  | Рива саунд  | RS0155          |
| 1998   | „20 години, 20 песни“            | CD  | Бойко Кънев | CD 0635-2       |
| 1999   | „Стари градски тарикатски песни“ | CD  | Бойко Кънев | CD 0642-2       |